# 霧が晴れていく
『霧が晴れていく』（きりがはれていく、Tagen letter）は、カール・ニールセンの劇音楽『母』op.41、FS.94（1920年作曲）の中の1曲。フルートとハープによる。
ヘルデ・ローデが書いた「母」の戯曲は第1次世界大戦でドイツが敗北した結果、シュレースヴィヒ北部がデンマーク領に復帰するのを記念する内容である。離れ離れになった息子が母のもとへ帰還するおとぎ話調のアレゴリーで領土の復帰を祝う。
前作「アラジン」の初演の際には冷え込んだニールセンと王立劇場の関係が修復されたあと、ニールセンは1920年4月から作曲をはじめた。劇は1921年1月30日にコペンハーゲンの王立劇場で初演された。
「母」は機会作品であり、劇の最後は唱歌のような「Som en rejselysten flåde」の合唱で締めくくられる。
しかしながら一部の曲は抜粋して演奏されることがある。とくに以下に示す3曲の素朴なフルート独奏曲である。
- 霧が晴れていく（Tagen letter） - フルートとハープ
- 子供たちは遊んでいる（Børnene leger） - 無伴奏フルート
- 希望と信仰の戯れ（Tro og Håb spiller） - フルートとヴィオラの2重奏

なおフィギュアスケート選手の村主章枝は、フルート協奏曲と共に「霧が晴れていく」を使用したことがある。